# Dora Zech

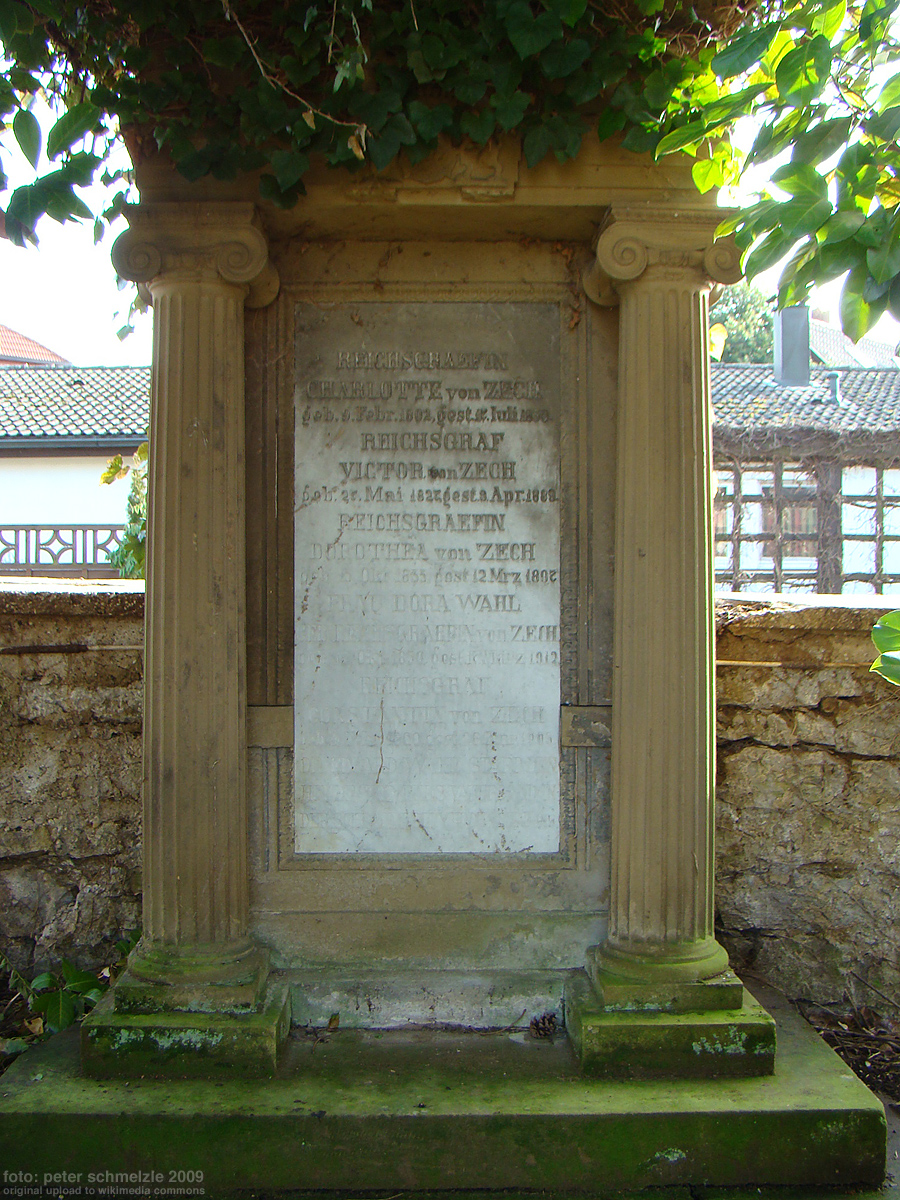
Grabstelle von Dora Zech

Dora Gräfin Zech (* 15. Oktober 1856 in Stuttgart; † 6. März 1912 in München; verheiratete Dora Wahl) war eine deutsche Malerin. In ihrem Werk widmete sie sich überwiegend der Darstellung von Blumen, Stillleben und Familienporträts.
Zech studierte in Erbach beim Hofmaler Laurens Lodewijk Kleijn und später bei Ludwig Schmid-Reutte in München. Ab 1900 stellte sie ihre Bilder mehrfach im Münchner Glaspalast aus. 1906 war sie auf der Großen Kunstausstellung in Berlin vertreten.
Von 1900 an war sie mit dem Musikhistoriker Eduard Wahl verheiratet. Ihr Grab befindet sich in der Grabstelle der Reichsgrafen von Zech auf dem Alten Friedhof im Bad Friedrichshaller Stadtteil Kochendorf.

## Quelle
- Zech, Dora Wahl, geb. Gräfin. In: Hans Wolfgang Singer (Hrsg.): Allgemeines Künstler-Lexicon. Leben und Werke der berühmtesten bildenden Künstler. Vorbereitet von Hermann Alexander Müller. Band 6: Zweiter Nachtrag mit Berichtigungen. Literarische Anstalt, Rütten & Loening, Frankfurt a. M. 1922, S. 305 (Textarchiv – Internet Archive).
- Zech, Gräfin Dora. In: Hans Vollmer (Hrsg.): Allgemeines Lexikon der Bildenden Künstler von der Antike bis zur Gegenwart. Begründet von Ulrich Thieme und Felix Becker. Band 36: Wilhelmy–Zyzywi. E. A. Seemann, Leipzig 1947, S. 423 (biblos.pk.edu.pl).

| Personendaten    | Personendaten                           |
| ---------------- | --------------------------------------- |
| NAME             | Zech, Dora                              |
| ALTERNATIVNAMEN  | Zech, Dora Gräfin; Wahl, Dora (Ehename) |
| KURZBESCHREIBUNG | deutsche Malerin                        |
| GEBURTSDATUM     | 15. Oktober 1856                        |
| GEBURTSORT       | Stuttgart                               |
| STERBEDATUM      | 6. März 1912                            |
| STERBEORT        | München                                 |